# Факторович, Юлий Натанович
Юлий Натанович Факторович (8 сентября 1934, Москва — 24 октября 1994 год) — советский и российский дирижёр Новосибирского театра оперы и балета (1970—1994).

## Биография
Родился 8 сентября 1934 года в Москве в семье дирижёра Натана Григорьевича Факторовича. С 1950 по 1954 год учился в Новосибирском музыкальном училище, Московском музыкальном училище имени М. М. Ипполитова-Иванова на дирижёрско-хоровом факультете, Саратовской государственной консерватории имени Л. Собинова (дирижёрско-хоровой факультет, 1954—1958). В 1958—1961 годах был хормейстером Челябинского театра оперы и балета. С 1961 по 1964 год обучался на факультете оперно-симфонического дирижирования Саратовской консерватории.
С 1964 года учился в Новосибирской государственной консерватории (НГК), которую окончил по специальности дирижёр оперы и симфонического оркестра.
С 1964 по 1970 был старшим преподавателем на кафедре хорового дирижирования и оперной подготовки, в 1970—1994 — старшим преподавателем и позднее доцентом кафедры оперной подготовки и симфонического дирижирования НГК. В этот период был приглашён А. М. Кацем выступать в симфоническом оркестре Новосибирской филармонии.
Хормейстер-дирижёр (1970—1972), дирижёр Новосибирского театра оперы и балета (1970—1994).

## Репертуар
Репертуар составляют свыше 70 оперных и балетных представлений, среди которых оперы «Демон» А. Рубинштейна, «Русалка» А. Даргомыжского, «Тихий Дон» И. Дзержинского, «Евгений Онегин» П. Чайковского, «Паяцы» Р. Леонкавалло, «Риголетто» Дж. Верди и балеты «Жизель» А. Адана, «Анна Каренина» Р. Щедрина, «Макбет» К. Молчанова, «Тропою грома» К. Караева, «Каменный цветок» С. Прокофьева, «Испанские миниатюры» (на основе испанской народной музыки), «Привал кавалерии» И. Армсгеймера, «Корсар» А. Адана, «Шопениана» (на произведения Ф. Шопена), «Василиса Прекрасная» А. Берлина, «Сказка о рыбаке и рыбке» В. Бояшова, «Сотворение мира» А. Петрова и др.